# Eremopedes balli
Eremopedes balli är en insektsart som beskrevs av Andrew Nelson Caudell 1902. Eremopedes balli ingår i släktet Eremopedes och familjen vårtbitare.

## Underarter
Arten delas in i följande underarter:
- E. b. balli
- E. b. pallidus